# Second to None
Second to none es el segundo disco del grupo de rock Arizona Baby. Lanzado en octubre de 2009 por Subterfuge Records, el disco cuenta con la producción de Paco Loco y fue mezclado en Nueva York por Nathan James.

## Lista de canciones
1. «Shiralee (3:03)
2. «The Truth» (4:28)
3. «Ouch!» (4:05)
4. «Runaway» (4:47)
5. «A Tale of the West» (3:54)
6. «Ballad of A.» (4:08)
7. «Getaway» (4:09)
8. «Dirge» (3:33)
9. «Muddy River» (2:55)
10. «X'ed out» (6:22)
11. «Mindful of thougths» (2:24) (tema oculto)

- Datos: Q6123119